# José Querino Ribeiro
José Querino Ribeiro (Descalvado, 27 de fevereiro de 1907 - São Paulo, 1º de fevereiro de 1990) foi um educador brasileiro com notória carreira no estado de São Paulo.

## Biografia
José Querino foi diplomado professor normalista no ano de 1924 pela Escola Normal de Pirassununga, posteriormente matriculando-se no curso de Ciências Sociais da Faculdade de Filosofia, Ciências e Letras, da USP, obtendo, em 1940, o bacharelado e a licenciatura. Após sedimentar-se na carreira, por solicitação do governo do Estado, criou a FFCL na cidade de Marília e no período 1957-58 foi diretor dessa faculdade. Entre 1967 e 1969 foi diretor do Centro Regional de Pesquisas Educacionais, do MEC/INEP e de 1970 a 1976 foi diretor da Faculdade de Educação, da USP.

## Obras do autor
- Fayolismo na administração das escolas públicas, São Paulo, Linotechnica, 1938.
- A memória de Martim Francisco sobre a reforma dos estudos na Capitania de São Paulo, Boletim nº 53, FFCL-USP, 1943.
- Ensaio de uma teoria da Administração Escolar. Boletim nº 158, FFCL-USP, 1952.
- Racionalização do sistema escolar: contribuição para o estudo das “Diretrizes e Bases”, Caderno nº 7, FFCL-USP, 1954.
- Pequena introdução aos estudos de Educação Comparada, Caderno nº 13, FFCL-USP, 1958.
- Relações públicas e relações humanas no trabalho. Revista “Pesquisa e Planejamento”, vol. 6, São Paulo, CRPE, 1963
- O problema da administração na formação e no desenvolvimento do sistema escolar brasileiro.Revista “Pesquisa e Planejamento”, vol. 5, São Paulo, CRPE, 1967.

## Leituras adicionais
- Antônio Chizzotti, “José Querino Ribeiro”, in: Maria de Lourdes A. Fávero e Jader M. Britto (org.) Dicionário de educadores do Brasil. Rio de Janeiro: Editora UFRJ, 1999.